# Raad voor de Transportveiligheid

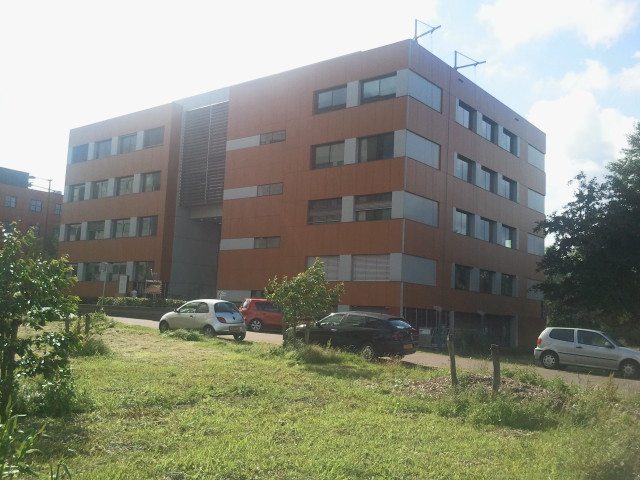
Het latere hoofdkantoor van de RvTV in Den Haag

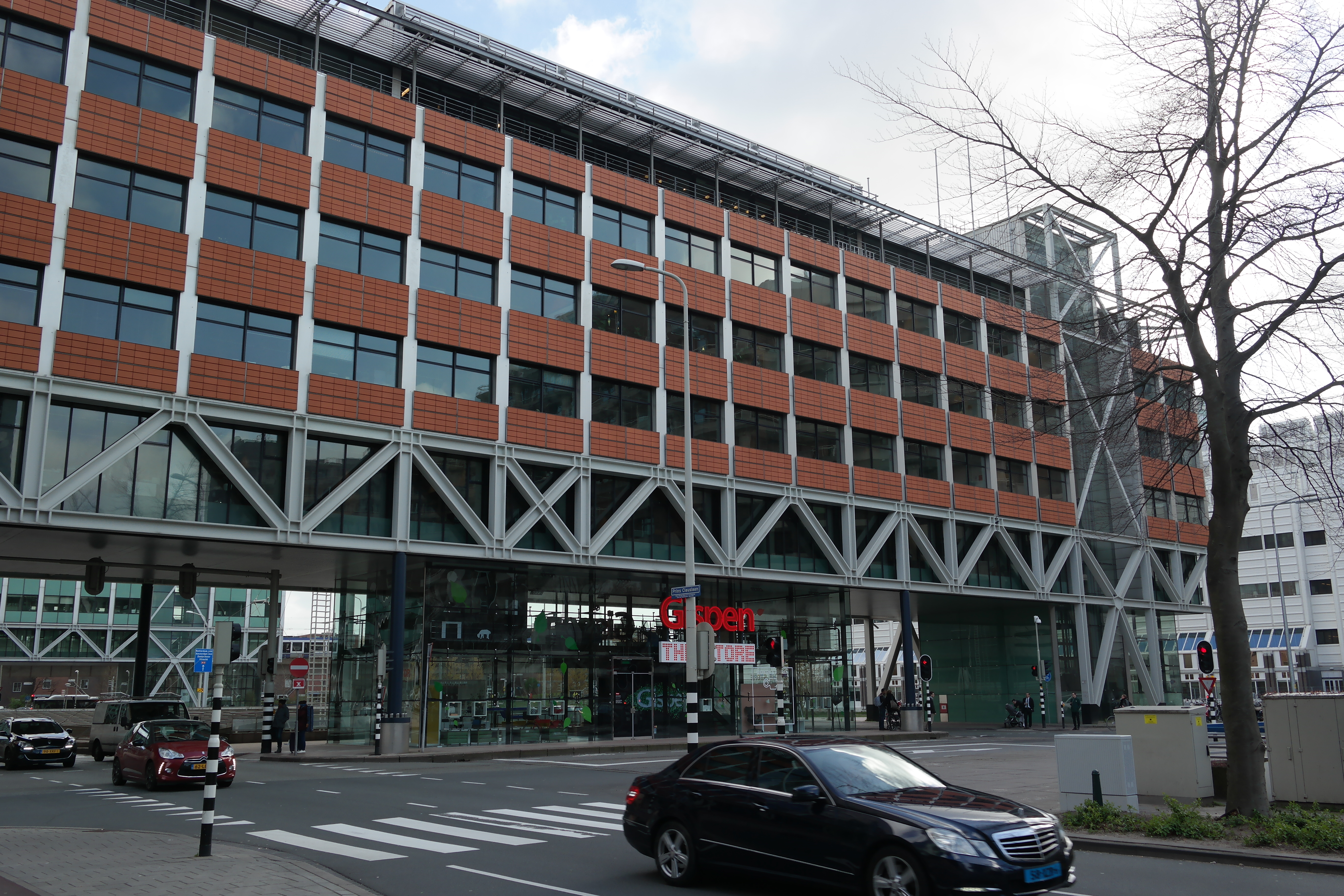
Bruggebouw West, de eerdere zetel van de raad

De Raad voor de Transportveiligheid (RvTV) was tot 1 februari 2005 een onafhankelijk orgaan dat onderzoek deed naar ongelukken met weg- trein- scheepvaart- en luchtvaartverkeer. Prof. mr. Pieter van Vollenhoven was de voorzitter van deze raad.
Deze raad werd ingesteld op 1 januari 1999 en was de opvolger van de Spoorwegongevallenraad, de Raad voor de Luchtvaart en de Commissie Binnenvaartrampenwet.
Per 1 februari 2005 is de RvTV opgevolgd door de Onderzoeksraad voor Veiligheid.